# Libellago sumatrana
Libellago sumatrana är en trollsländeart som först beskrevs av Albarda in Selys 1879.  Libellago sumatrana ingår i släktet Libellago och familjen Chlorocyphidae. Inga underarter finns listade i Catalogue of Life.